# Victor Ciorbea
Victor Ciorbea (f. 26. oktober 1954) var premierminister af Rumænien i 1996-98.
Han var borgmester af Bukarest 1996-97.